# ディープ・スペース1号

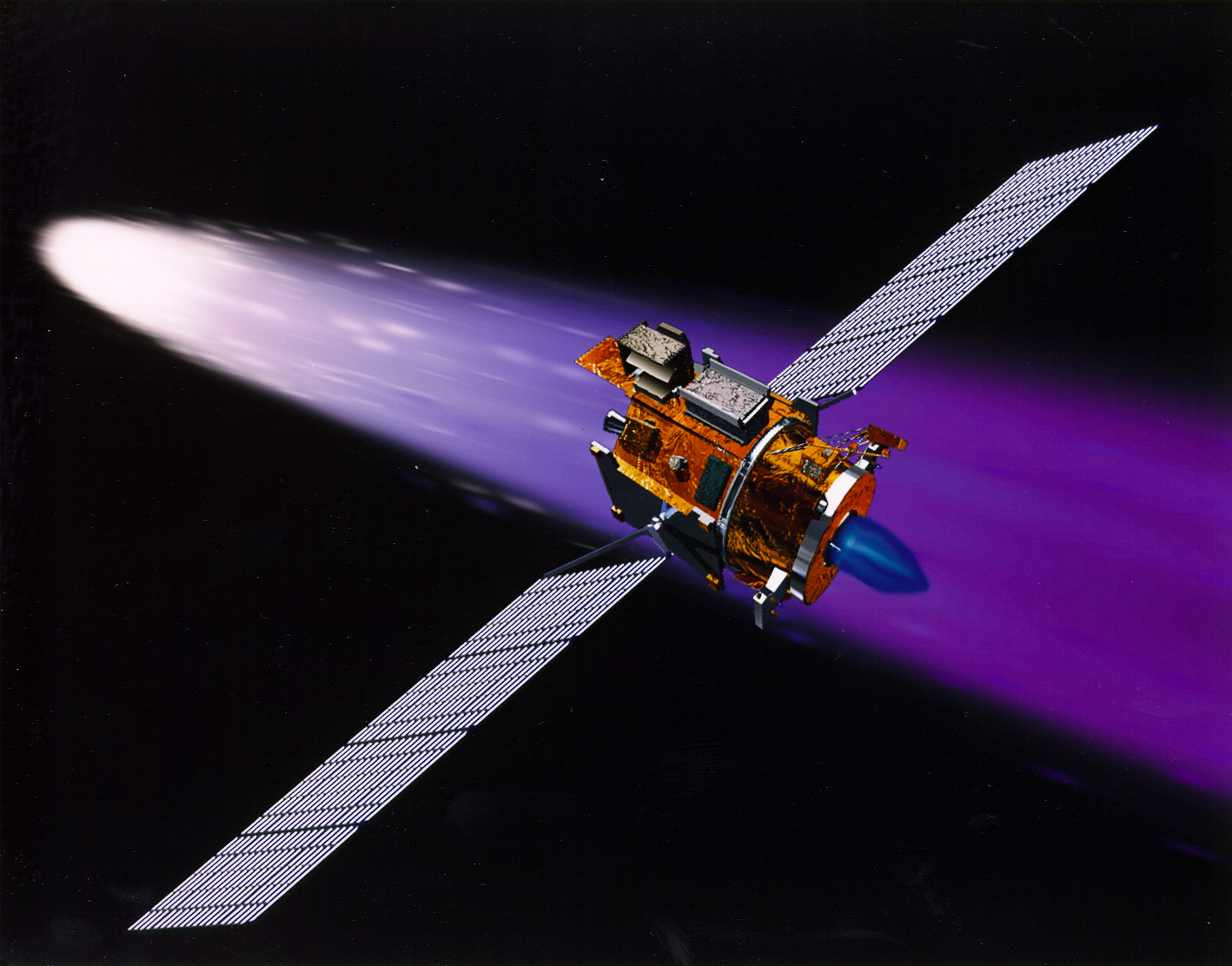
彗星に向かうディープ・スペース1号（想像図）

ディープ・スペース1号 (Deep Space 1) は、アメリカ航空宇宙局 (NASA) が1998年10月24日 (UTC) に打ち上げた宇宙機。イオンエンジン、自動航法など12の新技術の実地試験を主な任務としていた他、小惑星ブライユとボレリー彗星の近接探査も行った。

## 経過

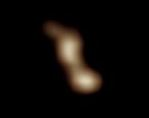
小惑星ブライユ

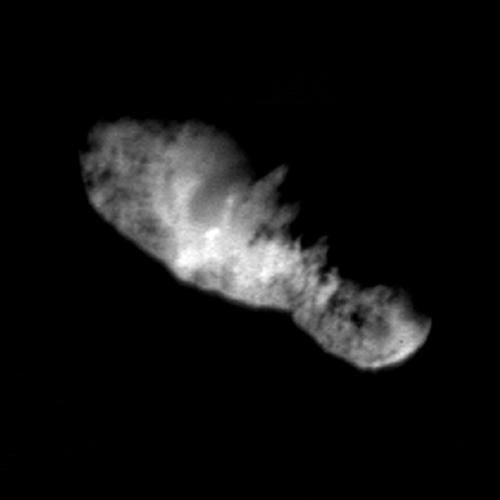
ボレリー彗星の核

日付はUTC。
1998年
10月24日 - デルタロケットにより打ち上げ。
1999年
07月29日 - (9969) ブライユをフライバイ。最接近距離29キロメートル。
09月18日 - 当初計画されていた任務を終了。延長任務として (107P/ 4015) ウィルソン・ハリントン彗星に向かう（2001年3月にフライバイを予定）。
11月11日 - 恒星追跡装置が故障してウィルソン・ハリントン彗星へ到達できなくなる。
2000年
07月 - 目標を (19P) ボレリー彗星に変更。
2001年
09月22日 - ボレリー彗星から距離2171キロメートル以内を速度16.5キロメートル毎秒でフライバイ。
彗星探査を想定した設計ではないため、ダストとの衝突などが心配されたが、無事、核の撮影などに成功した。彗星核の撮影は、ヨーロッパ宇宙機関 (ESA) のジオットのハレー彗星探査以来の、史上2回目である。
12月18日：イオンエンジンを停止し、ミッションを終了。
ボレリー彗星への接近後も活動可能であり、一部の研究者の間ではさらにアモール群小惑星1999 KK1の探査を行うことも検討されたが、実現しなかった。